# エイダ (小惑星)
エイダ (523 Ada) は、小惑星帯に位置する小惑星である。
レイモンド・スミス・ドゥーガンがハイデルベルクで発見した小惑星で、学生の頃の同級生だったエイダ・ヘルムにちなんで名づけられた。
2006年1月に茨城県で掩蔽が観測された。